# Callibaetis gonzalezi
Callibaetis gonzalezi – gatunek jętki z podrzędu Pisciforma i rodziny murzyłkowatych.

## Taksonomia
Gatunek opisany został w 1934 roku przez Longinosa Navása jako Cloeon gonzalezi.

## Opis
Samice z vittae bez przejrzystego okienka wokół żyłek poprzecznych. Pigmentacja sięga szeroko poprzez nasadę tych skrzydeł do ich wewnętrznych brzegów. Na zewnętrznej ⅛ pola skrzydła, z tyłu żyłki R2 znajduje się 13 do 15 żyłek poprzecznych. Nasadowa ⅓ do połowy skrzydła brązowo podbarwiona.

## Rozprzestrzenienie
Gatunek neotropikalny, wykazany z Argentyny, Paragwaju i brazylijskich stanów Amazonas, Bahia, Pernambuco i Rondônia.